# Zintlova faza
U hemiji, Zintlova faza je proizvod reakcije između grupe 1 (alkalni metal) ili grupe 2 (zemnoalkalni metal) i metala glavne grupe ili metaloida (iz grupa 13, 14, 15 ili 16). Karakteriše ga srednje metalno/jonsko povezivanje. Zintlove faze su podgrupa lomljivih visoko topivih intermetalnih jedinjenja koja su dijamagnetna ili pokazuju temperaturno nezavisan paramagnetizam i loši su provodnici ili poluprovodnici.
Ova vrsta čvrste materije je dobila ime po nemačkom hemičaru Eduardu Zintlu koji ih je istraživao tokom 1930-ih. Pojam „Zintl faze“ je prvi upotrebio Laves 1941. godine. U svojim ranim studijama, Zintl je primetio da je došlo do kontrakcije atomske zapremine pri formiranju ovih proizvoda i shvatio da bi to moglo ukazivati na formiranje katjona. On je sugerisao da su strukture ovih faza jonske, sa potpunim prenosom elektrona sa elektropozitivnijeg metala na elektronegativniji element glavne grupe. Struktura anjona unutar faze se zatim razmatra na osnovu rezultujućeg elektronskog stanja. Ove ideje su dalje razvijene u konceptu Zintl-Klem-Buzmana, gde struktura polianiona treba da bude slična onoj kod izovalentnog elementa. Dalje, anjonska podrešetka se može izolovati kao polianjon (Zintl joni) u rastvoru i osnova je bogatog podpolja neorganske hemije glavne grupe.

## Istorija
"Zintlovu fazu" je prvi primetio M. Joanis 1891. godine, koji je uočio neočekivani rastvor zelene boje nakon rastvaranja olova i natrijuma u tečnom amonijaku, što ukazuje na formiranje novog proizvoda. Tek mnogo godina kasnije, 1930. godine, stohiometrija novog proizvoda je identifikovana kao Na4Pb94− titracijama koje su izveli Zintl et al.; i tek 1970. je struktura potvrđena kristalizacijom sa etilendiaminom zaslugom Kumera.
U godinama koje su usledile istraživane su mnoge druge reakcione smeše metala kako bi se pružio veliki broj primera ovog tipa sistema. Postoje stotine primera oba jedinjenja formiranih od elemenata grupe 14 i elemenata grupe 15, plus desetine drugih izvan tih grupa, a sve obuhvata niz različitih geometrija. Korbet je doprineo poboljšanju kristalizacije Zintlovih jona demonstrirajući upotrebu helatnih liganada, kao što su kriptandi, kao agensa za sekvestriranje katjona.
U skorije vreme, istražena je reaktivnost Zintlove faze i jona u složenijim sistemima, sa organskim ligandima ili prelaznim metalima, kao i njihova upotreba u praktičnim primenama, kao što su u katalitičke primene ili u nauci o materijalima.

## Zintlove faze
Zintlove faze su intermetalna jedinjenja koja imaju izražen karakter jonske veze. Sastoje se od polianionske podstrukture i kontrajona grupe 1 ili 2, a njihova struktura se može razumeti formalnim prenosom elektrona sa elektropozitivnog elementa na elektronegativniji element u njihovom sastavu. Tako se povećava koncentracija valentnih elektrona (VEC) anjonskog elementa i on se formalno pomera udesno u svom redu periodnog sistema. Generalno, anjon ne dostiže oktet, tako da se formiraju veze da bi se postigla zatvorena konfiguracija ljuske. Struktura se može objasniti 8-N pravilom (zamena broja valentnih elektrona, N, sa VEC), što ga čini uporedivim sa izovalentnim elementom. Formirane polianjonske podstrukture mogu biti lanci (dvodimenzioni), prstenovi i druge dvodimenzione ili trodimenzione mreže ili entiteti slični molekulima.
Zintlova linija je hipotetička granica povučena između grupa 13 i 14. Ona odvaja kolone na osnovu tendencije da elementi grupe 13 formiraju metale kada reaguju sa elektropozitivnim elementima grupe 1 ili 2 i grupe 14 i iznad da formiraju jonske čvrste materije. „Tipične soli“ koje se formiraju u ovim reakcijama postaju metalnije kako glavni element grupe postaje teži.

## Spoljašnje veze
- Video of preparation of K4Ge9 (subscription required)